# رينكونيتي وكورتادييو
رينكونيتي وكورتادييو هي رواية للأديب الإسباني ميجيل دي ثيربانتس، وواحدة من اثنى عشر رواية قصيرة تم جمعهم في الروايات النموذجية التي نشرت فيما بين أعوام 1590 - 1612. وتعكس الرواية صورة شطارية عن النشاط الإجرامي في عهد ثيربانتس، حيث تقدم رينكونيتي وكورتادييو شابين هربا من منزل الأسرة، وعاشا حياة شطارية على ظهر السفينة معتمدين على السرقة، حتى توقفا في إشبيلية، وتم اعتقالهم من قبل مافيا من المجرمين. وقاما بتقديم بعض المشاهد، على نفس نمط الفواصل التي كان يتم تقديمها بين الأعمال الكوميدية، وقاما بلعب أدوار العمداء الفاسدين ولصوص وبلطجية وقوادين. وكان هناك نسختين من رواية رينكونيتي وكورتادييو، ويُعتقد أن ثيربانتس قام بإدخال بعض الاختلاقات لأهداف أخلاقية واجتماعية وجمالية. وقد أشار ثيربانتس إلى هذه الرواية في الفصل السابع والأربعين من الجزء الأول من روايته الشهيرة دون كيخوطي، وذلك على الرغم من أن سلسلة الروايات النموذجية تم نشرها مجمعة في عام واحد 1613،إلا أنها يجب أن تكون عملًا سابقًا للجزء الأول من العمل الروائي السابق ذكره.